# بي. جاي وارد (ممثلة)
بي. جاي وارد (بالإنجليزية: B. J. Ward)‏ هي مغنية ومغنية أوبرا وممثلة أمريكية، ولدت في 16 سبتمبر 1944 في ويلمنغتون في الولايات المتحدة.

## وصلات خارجية
- بي. جاي وارد على موقع IMDb (الإنجليزية)
- بي. جاي وارد على موقع ميتاكريتيك (الإنجليزية)
- بي. جاي وارد على موقع روتن توميتوز (الإنجليزية)
- بي. جاي وارد على موقع قاعدة بيانات الأفلام العربية
- بي. جاي وارد على موقع ألو سيني (الفرنسية)
- بي. جاي وارد على موقع ميوزك برينز (الإنجليزية)
- بي. جاي وارد على موقع أول موفي (الإنجليزية)
- بي. جاي وارد على موقع قاعدة بيانات الفيلم (الإنجليزية)
- بي. جاي وارد على موقع ليتربوكسد (الإنجليزية)
- بي. جاي وارد على موقع كينوبويسك (الروسية)